# Allting förändras
Allting förändras är den svenske bluesmusikern Rolf Wikströms artonde studioalbum som soloartist, utgivet på skivbolaget MNW 2001. Skivan producerades av Max Lorentz.

## Låtlista
1. "Allting förändras" – 5:00
2. "Sofias sång" – 4:37
3. "Helgdagskväll i timmerkojan" – 4:42
4. "Haderian hadera" – 3:41
5. "Vad fel det blev" – 4:50
6. "Jag gör allting för dej" – 3:11
7. "Till min syster" – 4:55
8. "Trötta ögon" – 3:31
9. "Min älskling" – 4:02
10. "Sommarn är slut nu" – 2:28
11. "Om du går neråt staden" – 2:43
12. "Alltför många gånger" – 4:56

## Listplaceringar
| Lista (2001) | Topplacering |
| ------------ | ------------ |
| Sverige      | 40           |

### Fotnoter
1. ↑  ”Allting förändras”. Discogs.com. http://www.discogs.com/Rolf-Wikstr%C3%B6m-Allting-F%C3%B6r%C3%A4ndras/release/1950062. Läst 9 januari 2013.
2. ↑  Placeringar på den svenska albumlistan